# Т-19
Т-19 — советский опытный лёгкий танк (в документах иногда обозначается как основной танк сопровождения). Был создан в 1929—1931 годах для замены танка Т-18 в РККА. Отличался множеством внедрённых на нём новшеств — системой защиты от химического оружия, способностью преодолевать водные преграды при помощи съёмных понтонов, конструкцией для жёсткой сцепки танков попарно для преодоления противотанковых рвов и т. д. В 1931 году было изготовлено два прототипа. Однако высокая цена (стоимость одного опытного образца Т-19, без вооружения в ценах 1930-31 годов превысила 96 000 рублей) и сложность изготовления делали Т-19 малопригодным для массового производства. В итоге предпочтение было отдано разворачиванию серийного производства в СССР танка Т-26 («Виккерс 6-тонный»), не уступавшего Т-19 по основным показателям и намного более дешёвого, а все работы по Т-19 были прекращены.

## История создания
Идея создания нового танка непосредственного сопровождения пехоты, способного заменить Т-18, появилась на заседании РВС 17—18 июля 1929 года. По замыслу РВС, танк Т-19 должен был стать основной ударной силой мобильных подразделений РККА в условиях маневренного боя. От танка требовалась, в частности, способность преодолевать большинство полевых фортификационных сооружений и проволочных заграждений без помощи «хвоста» и на максимально возможной скорости. Огневая мощь танка должна была обеспечивать танку превосходство над всеми известными боевыми машинами сходной массы, а бронирование защищало бы экипаж от винтовочных и пулемётных пуль на всех дистанциях, а на дистанции 1000 м — и от огня 37-мм противотанковых пушек.
Осенью 1929 года на танк было сформулировано техническое задание. Согласно техзаданию танк должен был обладать массой не более 7,3 тонн. Машина должна была нести 40-мм пушку и два пулемёта, бронезащита предполагалась в 18—20 мм. При этом двигатель ориентировочной мощностью в 100 л.с. должен был сообщать танку скорость движения по твёрдым грунтам не ниже 30 км/ч.
Осуществление общего руководства проектированием танка Т-19 было поручено С. Гинзбургу. Вместе с ним над проектом работали А. Микулин и В. Симский (силовая установка и ходовая часть), а также Д. Майдель (общая компоновка и башня) и П. Сячинтов (вооружение).
Первоначальный срок окончания разработки, 15 января 1930 года, выдержать не удалось, однако уже 1 марта 1930 года состоялась приёмка проекта и началась подготовка к изготовлению прототипа.

## Изготовление прототипов
После утверждения проекта весной 1929 года, началась подготовка к производству опытного образца танка, однако в ходе этой работы постоянно возникали сложности и задержки, тормозившие изготовление. 13 августа 1930 года на заседании РВС было постановлено: 
Малый танк Т-19. Отмечая совершенную неудовлетворительность взятых темпов по изготовлению опытного образца танка Т-19 — поручить Орудийно-арсенальному объединению ВСНХ закончить изготовление опытного образца к 1 марта 1931 г., а выпуск первой валовой партии в IV квартале 1930/31 г., с тем чтобы с 1 октября 1931 года перейти на массовое производство танков этого типа.
Однако и 1 марта 1931 года танк готов не был. Более того, к этому моменту как таковое его производство даже не было начато — сказывалась фантастическая сложность изготовления танка. Кроме того, часть деталей, таких как подшипники качения (которых танк требовал очень много), приходилось закупать за рубежом. Непосредственное производство прототипа началось только в июне 1931 года, и лишь к концу августа танк был в основном готов. Цена танка зашкаливала за разумные для такой машины пределы — 96 тысяч рублей (для сравнения, изготовление БТ-2 от начала до конца полугодом позже будет стоить порядка 50—60 тысяч рублей). Ещё больше усугубляло ситуацию то, что в этой сумме не учитывались башня с вооружением и КПП. И если коробку передач впоследствии всё же собрали, то коническую башню, разработанную для Т-19, на Ижорском заводе даже не начинали делать. Поэтому для испытаний опытного образца на Т-19 пришлось установить башню от Т-18, несколько расширив её погон. Не удалось в сроки «довести до ума» и проектировавшуюся П. Сячинтовым 37-мм пушку, что, впрочем, было несколько сглажено всё той же установкой башни от Т-18 со штатной 37-мм танковой пушкой Гочкиса с плечевым упором.
Не был закончен в срок и шестицилиндровый двигатель воздушного охлаждения мощностью 100 л.с. конструкции А. Микулина. Из положения решили выйти, поставив вместо него высокооборотный мотор «Франклин» мощностью 95 л.с., однако его применение потребовало частичной переделки моторно-трансмиссионного отделения танка, поскольку этот мотор был больше проектировавшегося по габаритам. Кроме того, пришлось заменить и КПП.
Свой существенный вклад в усложнение и удорожание танка вносило и разнообразное дополнительное оборудование, такое как химическая защита или плавучесть.
Однако окончательно проект Т-19 был «похоронен» появлением в СССР танка «Виккерс 6-тонный», закупленного летом 1930 года в Великобритании. По основным своим характеристикам он либо не уступал Т-19, либо даже превосходил его, а расчёты показывали, что производство «Виккерса» обойдётся значительно дешевле. Поэтому уже в конце осени 1931 года все работы над Т-19 были свёрнуты, а освободившиеся ресурсы сразу же бросили на освоение серийного производства танка Т-26, советского варианта «Виккерса». К тому времени более-менее полностью собрали два танка Т-19 (с башнями от Т-18 и двигателями «Франклин») и дополнительно успели изготовить корпус из сварных и литых деталей, а также ряд вспомогательных агрегатов. Впоследствии всё это было отправлено в переплавку.